# Ghost of a Rose
Ghost of a Rose es el cuarto álbum de la banda Blackmore's Night que fue lanzado en 2003. La canción "Way to Mandalay" fue el primer sencillo del álbum. Dicha canción tiene videoclip en una versión editada con menos duración que la original.

## Lista de canciones
1. "Way to Mandalay" – 6:27
2. "Three Black Crows" – 3:43
3. "Diamonds & Rust" – 4:54 (Versión de Joan Baez)
4. "Cartouche" – 3:48
5. "Queen for a Day" (Part 1) – 3:05
6. "Queen for a Day" (Part 2) – 1:36
7. "Ivory Tower" – 4:24
8. "Nur eine Minute" – 1:08
9. "Ghost of a Rose" – 5:45
10. "Mr. Peagram's Morris and Sword" – 2:01
11. "Loreley" – 3:36 (Lorelei es un risco sobre el río Rin)
12. "Where Are We Going from Here" – 4:05
13. "Rainbow Blues" – 4:30 (Versión de Jethro Tull)
14. "All for One" – 5:36
15. "Dandelion Wine" – 5:39

### Pistas adicionales
1. "Mid Winter's Night" (Versión acústica) – 4:45
2. "Way to Mandalay" (Versión editada) – 3:02

- Datos: Q1890953